# Piotr Kirszensztejn
Piotr Kirszensztejn (ur. 27 czerwca 1948 w Poznaniu) – polski chemik, profesor nauk chemicznych, profesor nadzwyczajny Zakładu Chemii Koordynacyjnej  Wydziału Chemii Uniwersytetu im. Adama Mickiewicza w Poznaniu.

## Życiorys
W 1973 ukończył studia na Wydziale Matematyki, Fizyki i Chemii UAM. W 1980 uzyskał stopień doktora, a 25 listopada 1996 stopień doktora habilitowanego nauk chemicznych na podstawie rozprawy zatytułowanej Badania zmian właściwości fizykochemicznych powierzchni układu Pt-Sn/γ-Al2O3. 12 stycznia 2012 otrzymał nominację profesorską.
Był zatrudniony na stanowisku profesora nadzwyczajnego w  Zakładzie Chemii Koordynacyjnej na Wydziale Chemii Uniwersytetu im. Adama Mickiewicza w Poznaniu.

## Wybrane publikacje
Jako swoje najważniejsze publikacje podaje:
- Bong Kim i inni, Kinetic features of an intraresin reaction, „Journal of the American Chemical Society”, 105 (6), 1983, s. 1567–1571, DOI: 10.1021/ja00344a024 [dostęp 2021-03-10] (ang.).
- Piotr Kirszensztejn i inni, Preparation of MgO–Al2O3 binary gel system with mesoporous structure, „Microporous and Mesoporous Materials”, 89 (1-3), 2006, s. 150–157, DOI: 10.1016/j.micromeso.2005.10.019 [dostęp 2021-03-10] (ang.).
- P. Kirszensztejn, A. Tolińska, R. Przekop, Thermal analysis of gel-derived support for metallic catalyst: Part II. Al2O3-SnO2 system in reductive atmosphere, „Journal of Thermal Analysis and Calorimetry”, 95 (1), 2009, s. 93–98, DOI: 10.1007/s10973-008-9085-0 [dostęp 2021-03-10] (ang.).
- Agnieszka Martyła i inni, Influence of the method of synthesis on hydrogen adsorption properties of mesoporous binary B2O3/Al2O3 gel systems, „International Journal of Hydrogen Energy”, 36 (14), 2011, s. 8358–8364, DOI: 10.1016/j.ijhydene.2011.04.091 [dostęp 2021-03-10] (ang.).
- Piotr Kirszensztejn i inni, Formation and characterization of a SnO2–Al2O3 system derived from a sol–gel process based on different tin precursors, „Journal of Non-Crystalline Solids”, 357 (7), 2011, s. 1671–1676, DOI: 10.1016/j.jnoncrysol.2011.01.027 [dostęp 2021-03-10] (ang.).
- Piotr Kirszensztejn i inni, Synthesis of SiO2–SnO2 gels in water free conditions, „Journal of Porous Materials”, 18 (2), 2011, s. 241–249, DOI: 10.1007/s10934-010-9376-2 [dostęp 2021-03-10] (ang.).

## Odznaczenia i wyróżnienia
- Krzyż Kawalerski Orderu Odrodzenia Polski (2019)[4]